# ABC마트 MSL 2011
ABC마트 MSL 2011(ABC Mart MSL 2011)은 22차 MSL이며 KPGA 투어까지 포함하면 30번째 MSL이다. 이후 2011 MSL 시즌 2가 서바이버 토너먼트까지만 치러지고 음악채널 개국으로 인해 본선이 열리지 못하고 취소되면서 이 대회가 마지막 MSL 리그가 되었다.

## 대회 개요
- 스폰서 캐치프레이즈: 정상을 향한 발걸음의 시작.

## 후원

### 대회 방식

#### 조지명식
- MSL 출전 선수는 지난 시즌 시드권자 8인과 서바이버 토너먼트를 통해 올라온 24인 총 32명으로 구성되며, 조지명식은 프링글스 MSL 시즌 1부터 적용된 스틸 드래프트 방식으로 진행한다.

- 조지명순서 <시드별 지명권한>
  - 17~32번 시드- 빈 자리 중 자신의 자리 선택
  - 9~16번 시드 - 자신의 상대만 1회 변경 가능
  - 8~3번 시드- 대진표를 최대 한 번 변경 가능
  - 2번 시드- 대진표를 최대 두 번 변경 가능
  - 1번 시드- 대진표를 최대 세 번 변경 가능

### 대회 일정
- 조지명식 : 2011년 4월 7일
- 32강 : 2011년 4월 14일 ~ 2011년 4월 21일
- 16강 : 2011년 4월 28일 ~ 2011년 5월 7일
- 8강 : 2011년 5월 12일 ~ 2011년 5월 21일
- 4강 : 2011년 5월 26일 ~ 2011년 6월 2일
- 결승전 : 2011년 6월 11일

### 상금
- 상금규모 - 총 1억 1600만원
- 우승 - 5000만원
- 준우승 - 2000만원
- 32강에 진출한 모든 선수를 차등 지급한다.

### 경기장
- 예선 : 용산 아이파크몰 이스포츠 보조 경기장
- 본선 : 문래동 Loox 히어로 센터
- 결승전: 서울 광운대학교 대강당

## 맵
- Monte Cristo (몬테 크리스토) - 트라이애슬론을 대체하게 되는 신규맵으로 초반에는 중앙 전장이 완전히 분리되어 있다는 특징을 가지고 있어 병력이 엇갈릴 수 있으며, 직선루트를 개척하려면 3겹씩 겹쳐있는 3개의 중립건물을 파괴해야 한다 그리고 최외곽 지역에 멀티가 산재하여 멀티 방어와 공략도 중요한 맵이다.
- Dante's Peak_SE(단테스피크 SE) - 2011 서바이버 시즌1부터 사용되었으며 종전 단테스피크에서 전장을 4등분하는 능선지형에 변화를 주었고, 중립 가스멀티의 가스를 2500으로 줄이고 대신 미네랄 멀티지역에 가스(2500)를 추가 시키면서 모든 맵이 가스멀티화되었다. 그리고 능선만으로 출입이 가능했던 중립 가스멀티(12,3,6,9시 멀티)에 입구가 추가 되었다.
- 프로리그 공통 맵으로는 써킷브레이커와 라만차가 사용된다.

## 서바이버 토너먼트
- 원데이 듀얼방식으로 치러지며, 24명이 진출하였다.

| 1조    | 1조    | 2조    | 2조    | 3조    | 3조    | 4조    | 4조    |
| ------ | ------ | ------ | ------ | ------ | ------ | ------ | ------ |
| 이재호 | 유병준 | 이경민 | 이영한 | 이영호 | 박재혁 | 윤용태 | 박수범 |
| 5조    | 5조    | 6조    | 6조    | 7조    | 7조    | 8조    | 8조    |
| 박상우 | 김도우 | 백동준 | 염보성 | 정명훈 | 김경모 | 김택용 | 고석현 |
| 9조    | 9조    | 10조   | 10조   | 11조   | 11조   | 12조   | 12조   |
| 김기현 | 조일장 | 박성균 | 민찬기 | 신상문 | 김민철 | 이성은 | 신노열 |

## 스틸드래프트 순서
빈 자리 중 자신의 자리 선택
17.박성균 - 18.신상문 - 19.박재혁 - 20.조일장 - 21.신노열 - 22.이경민 - 23.김도우 - 24.이영한 - 25.박상우 - 26.김민철 - 27.박수범 - 28.고석현 - 29.김기현 - 30.김경모 - 31.유병준 - 32.백동준
자신의 상대만 1회 변경 가능
16.민찬기 - 15.이성은 - 14.정명훈 - 13.이재호 - 12.염보성 - 11.이영호 - 10.윤용태 - 9.김택용
대진표를 최대 한 번 변경 가능
8.김윤환 - 7.송병구 - 6.장윤철 - 5.김구현 - 4.이제동 - 3.김명운
- 2번 시드 차명환 - 대진표를 최대 두 번 변경 가능
- 1번 시드 신동원 - 대진표를 최대 세 번 변경 가능

## 32강
스틸 드래프트 방식으로 지명되었으며, 원데이 듀얼 방식으로 진행한다.
| 조  | 1경기  | 1경기  | 2경기  | 2경기  | 승자전 | 승자전 | 패자전 | 패자전 | 최종전 | 최종전 |
| A조 | 신동원 | 이재호 | 박수범 | 김경모 | 신동원 | 김경모 | 이재호 | 박수범 | 이재호 | 김경모 |
| B조 | 차명환 | 김도우 | 신상문 | 박재혁 | 차명환 | 신상문 | 김도우 | 박재혁 | 차명환 | 박재혁 |
| C조 | 김명운 | 고석현 | 이경민 | 민찬기 | 김명운 | 민찬기 | 고석현 | 이경민 | 민찬기 | 이경민 |
| D조 | 이제동 | 염보성 | 이영호 | 김택용 | 이제동 | 이영호 | 염보성 | 김택용 | 이영호 | 김택용 |
| E조 | 송병구 | 이성은 | 박성균 | 윤용태 | 송병구 | 박성균 | 이성은 | 윤용태 | 송병구 | 이성은 |
| F조 | 김윤환 | 신노열 | 정명훈 | 김민철 | 김윤환 | 김민철 | 신노열 | 정명훈 | 김민철 | 정명훈 |
| G조 | 장윤철 | 조일장 | 백동준 | 유병준 | 조일장 | 유병준 | 장윤철 | 백동준 | 조일장 | 장윤철 |
| H조 | 김구현 | 박상우 | 김기현 | 이영한 | 박상우 | 이영한 | 김구현 | 김기현 | 김기현 | 이영한 |

## 16강
- 8강부터 KeSPA 랭킹에 의한 재배치가 이루어지므로 편의에 따라 보기 좋게 16강 조의 위치를 배정한다.

|  | 16강전 | 16강전 |        |   | 8강전 | 8강전 |  |  | 준결승전 | 준결승전 |  |  | 결승전 | 결승전 |
|  |        |        |        |   |       |       |  |  |          |          |  |  |        |        |
|  |        |        |        |   |       |       |  |  |          |          |  |  |        |        |
|  |        |        |        |   |       |       |  |  |          |          |  |  |        |        |
|  | 신동원 | 2      |        |   |       |       |  |  |          |          |  |  |        |        |
|  | 신동원 | 2      |        |   |       |       |  |  |          |          |  |  |        |        |
|  | 송병구 | 1      |        |   |       |       |  |  |          |          |  |  |        |        |
|  | 송병구 | 1      | 신동원 | 3 |       |       |  |  |          |          |  |  |        |        |
|  |        |        | 신동원 | 3 |       |       |  |  |          |          |  |  |        |        |
|  |        | 박성균 | 1      |   |       |       |  |  |          |          |  |  |        |        |
|  | 박성균 | 박성균 | 1      | 2 |       |       |  |  |          |          |  |  |        |        |
|  | 박성균 |        |        | 2 |       |       |  |  |          |          |  |  |        |        |
|  | 이재호 | 1      |        |   |       |       |  |  |          |          |  |  |        |        |
|  | 이재호 | 1      | 신동원 | 0 |       |       |  |  |          |          |  |  |        |        |
|  |        |        | 신동원 | 0 |       |       |  |  |          |          |  |  |        |        |
|  |        | 이영호 | 3      |   |       |       |  |  |          |          |  |  |        |        |
|  | 박상우 | 이영호 | 3      | 1 |       |       |  |  |          |          |  |  |        |        |
|  | 박상우 |        |        | 1 |       |       |  |  |          |          |  |  |        |        |
|  | 이영호 | 2      |        |   |       |       |  |  |          |          |  |  |        |        |
|  | 이영호 | 2      | 이영호 | 3 |       |       |  |  |          |          |  |  |        |        |
|  |        |        | 이영호 | 3 |       |       |  |  |          |          |  |  |        |        |
|  |        | 신상문 | 1      |   |       |       |  |  |          |          |  |  |        |        |
|  | 신상문 | 신상문 | 1      | 2 |       |       |  |  |          |          |  |  |        |        |
|  | 신상문 |        |        | 2 |       |       |  |  |          |          |  |  |        |        |
|  | 김민철 | 1      |        |   |       |       |  |  |          |          |  |  |        |        |
|  | 김민철 | 1      | 이영호 | 3 |       |       |  |  |          |          |  |  |        |        |
|  |        |        | 이영호 | 3 |       |       |  |  |          |          |  |  |        |        |
|  |        | 김명운 | 0      |   |       |       |  |  |          |          |  |  |        |        |
|  | 이경민 | 김명운 | 0      | 1 |       |       |  |  |          |          |  |  |        |        |
|  | 이경민 |        |        | 1 |       |       |  |  |          |          |  |  |        |        |
|  | 유병준 | 2      |        |   |       |       |  |  |          |          |  |  |        |        |
|  | 유병준 | 2      | 유병준 | 1 |       |       |  |  |          |          |  |  |        |        |
|  |        |        | 유병준 | 1 |       |       |  |  |          |          |  |  |        |        |
|  |        | 이제동 | 3      |   |       |       |  |  |          |          |  |  |        |        |
|  | 김기현 | 이제동 | 3      | 1 |       |       |  |  |          |          |  |  |        |        |
|  | 김기현 |        |        | 1 |       |       |  |  |          |          |  |  |        |        |
|  | 이제동 | 2      |        |   |       |       |  |  |          |          |  |  |        |        |
|  | 이제동 | 2      | 이제동 | 1 |       |       |  |  |          |          |  |  |        |        |
|  |        |        | 이제동 | 1 |       |       |  |  |          |          |  |  |        |        |
|  |        | 김명운 | 3      |   |       |       |  |  |          |          |  |  |        |        |
|  | 조일장 | 김명운 | 3      | 0 |       |       |  |  |          |          |  |  |        |        |
|  | 조일장 |        |        | 0 |       |       |  |  |          |          |  |  |        |        |
|  | 김명운 | 2      |        |   |       |       |  |  |          |          |  |  |        |        |
|  | 김명운 | 2      | 김명운 | 3 |       |       |  |  |          |          |  |  |        |        |
|  |        |        | 김명운 | 3 |       |       |  |  |          |          |  |  |        |        |
|  |        | 김윤환 | 2      |   |       |       |  |  |          |          |  |  |        |        |
|  | 박재혁 | 김윤환 | 2      | 1 |       |       |  |  |          |          |  |  |        |        |
|  | 박재혁 |        |        | 1 |       |       |  |  |          |          |  |  |        |        |
|  | 김윤환 | 2      |        |   |       |       |  |  |          |          |  |  |        |        |
|  | 김윤환 | 2      |        |   |       |       |  |  |          |          |  |  |        |        |

## 특이사항
- 32강 개편이래 최고의 죽음의 조(일명 DSL)- D조 : 그동안 수많은 죽음의 조라 불리는 조들이 있었지만, 실상 이름값만 그런 경우들이 많았는데 이번 MSL의 D조의 '택리쌍' 만큼의 절정의 경기력들을 모아놓은 조가 없기에 사실상 이번 MSL D조가 역대 스타크래프트 개인리그 사상 최악의 죽음의 조라고 불렸다. 2010년을 자신의 해로 만들어버린 최종병기 이영호와 최근 개인리그 성적이 부진하지만 프로리그에서 다승 1위를 기록 중인 혁명가 김택용, 그리고 부동의 저그 원탑 폭군 이제동, 개인리그는 부진하지만 데뷔 이래 지금까지 프로리그에서 꾸준한 성적을 기록하고 있는 프로리그의 사나이 염보성으로 조가 편성되었다. 이 조편성을 한 신동원은 우스운자라는 오명이 붙게 되었다. (후에 이영호가 MSL 4강에서 신동원을 상대로, 조편성에 대한 원한(?)을 3:0으로 보란듯이 갚아주었다.)
- 박성균이 9시즌만에 MSL 8강에 진출하였다.
- 이제동이 6시즌 연속 MSL 4강에 진출하였다. (아발론 - NATE - 하나대투증권 - 빅파일 - 피디팝 - ABC마트)
- 김명운이 생애 최초이자 마지막으로 MSL 결승에 진출하였다.
- 결승전 축하공연 - 에이핑크
- 이영호 최연소 금배지 획득.
- 이영호 최초, 최연소, 최후의 골든 그랜드 슬램 달성 (스타리그 골든 마우스, MSL 금배지, WCG 금메달)
- 이 대회를 마지막으로 MBC 게임의 폐국과 동시에 MSL(KPGL 투어 포함)의 10년 역사가 막을 내렸다.

## 대회 결과
우승 : 이영호, 준우승 : 김명운, 3위 : 이제동 · 신동원

## 배경음악
타이틀곡: funeral for a friend - serpents in solitude
 결승전 타이틀곡: Lostprophets - Everyday Combat